# Tailly (Costa d'Or)
Tailly és un municipi francès, situat al departament de la Costa d'Or i a la regió de Borgonya - Franc Comtat. L'any 2007 tenia 197 habitants.

## Demografia

### Població
El 2007 la població de fet de Tailly era de 197 persones. Hi havia 68 famílies, de les quals 8 eren unipersonals (8 dones vivint soles i 8 dones vivint soles), 24 parelles sense fills i 36 parelles amb fills.
La població ha evolucionat segons el següent gràfic:
Habitants censats

### Habitatges
El 2007 hi havia 78 habitatges, 70 eren l'habitatge principal de la família, 6 eren segones residències i 2 estaven desocupats. Tots els 78 habitatges eren cases. Dels 70 habitatges principals, 67 estaven ocupats pels seus propietaris i 3 estaven llogats i ocupats pels llogaters; 1 tenia dues cambres, 8 en tenien tres, 11 en tenien quatre i 50 en tenien cinc o més. 56 habitatges disposaven pel capbaix d'una plaça de pàrquing. A 20 habitatges hi havia un automòbil i a 48 n'hi havia dos o més.

### Piràmide de població
La piràmide de població per edats i sexe el 2009 era:
| Homes | Edats   | Dones |
| ----- | ------- | ----- |
| 0     | 95 o +  | 0     |
| 0     | 90 a 94 | 0     |
| 0     | 85 a 89 | 4     |
| 0     | 80 a 84 | 0     |
| 0     | 75 a 79 | 0     |
| 4     | 70 a 74 | 4     |
| 4     | 65 a 69 | 0     |
| 4     | 60 a 64 | 0     |
| 12    | 55 a 59 | 4     |
| 0     | 50 a 54 | 8     |
| 4     | 45 a 49 | 0     |
| 12    | 40 a 44 | 4     |
| 24    | 35 a 39 | 28    |
| 4     | 30 a 34 | 4     |
| 4     | 25 a 29 | 0     |
| 4     | 20 a 24 | 0     |
| 4     | 15 a 19 | 0     |
| 24    | 10 a 14 | 16    |
| 8     | 5 a 9   | 12    |
| 0     | 0 a 4   | 0     |

## Economia
El 2007 la població en edat de treballar era de 140 persones, 104 eren actives i 36 eren inactives. De les 104 persones actives 101 estaven ocupades (54 homes i 47 dones) i 3 estaven aturades (3 dones i 3 dones). De les 36 persones inactives 10 estaven jubilades, 18 estaven estudiant i 8 estaven classificades com a «altres inactius».

### Ingressos
El 2009 a Tailly hi havia 75 unitats fiscals que integraven 194 persones, la mediana anual d'ingressos fiscals per persona era de 26.996 €.

### Activitats econòmiques
Dels 11 establiments que hi havia el 2007, 1 era d'una empresa alimentària, 1 d'una empresa de fabricació d'altres productes industrials, 2 d'empreses de construcció, 3 d'empreses de comerç i reparació d'automòbils, 2 d'empreses d'hostatgeria i restauració, 1 d'una empresa de serveis i 1 d'una empresa classificada com a «altres activitats de serveis».
Els 2 serveis als particulars que hi havia el 2009 eren fusteries.
L'any 2000 a Tailly hi havia 5 explotacions agrícoles.

## Equipaments sanitaris i escolars
El 2009 hi havia una escola elemental integrada dins d'un grup escolar amb les comunes properes formant una escola dispersa.

## Poblacions més properes
El següent diagrama mostra les poblacions més properes.